# کالتایوو
کالتایوو (انگلیسی: Kaltayevo) یک شهرک در شهرستان کراسنوکامسکی استان باشقیرستان کشور روسیه است.